# Euxoa californica
Euxoa californica är en fjärilsart som beskrevs av David F. Hardwick 1973. Euxoa californica ingår i släktet Euxoa och familjen nattflyn. Inga underarter finns listade i Catalogue of Life.